# Vólovo
Vólovo (en rus: Волово) és un poble de l'óblast de Tula, a Rússia, segons el cens del 2010 tenia 273 habitants.